# Taonius belone
Taonius belone is een inktvissensoort uit de familie van de Cranchiidae. De wetenschappelijke naam van de soort is voor het eerst geldig gepubliceerd in 1906 door Chun.